# Spheniscus
Genre
Spheniscus est un genre de manchots de la famille des Spheniscidae.

## Liste des espèces
D'après la classification de référence (version 2.2, 2009) du Congrès ornithologique international (ordre phylogénique) le genre Spheniscus compte  quatre espèces :
| Espèce                                                        | Photo                 | Portrait            | Répartition                    | Population |
| Spheniscus demersus (Linnaeus, 1758) Manchot du Cap           | Manchot du Cap        | Manchot du Cap      | Namibie, Afrique du Sud.       | À la fin du XIXe siècle, il y avait 1.5 à 2 millions de manchots du Cap, la population est tombée à 500 000 en 2000 et ne compte plus que 55 000 oiseaux en 2010. |
| Spheniscus magellanicus (Forster, 1781) Manchot de Magellan   | Manchot de Magellan   | Manchot de Magellan | Sud de l'Argentine et du Chili | Environ 950 000 couples nichent sur les côtes de l'Argentine, 200 000 couples au Chili.                                                                           |
| Spheniscus humboldti (Forster, 1781) Manchot de Humboldt      | Manchot de Humboldt   | Manchot de Humboldt | Pérou, nord du Chili.          | Espèce vulnérable à la suite de la destruction de son habitat, il ne resterait que 3 300 à 12 000 oiseaux en 2010.                                                |
| Spheniscus mendiculus (Sundevall, 1871) Manchot des Galapagos | Manchot des Galapagos |                     | Îles Galápagos.                | Espèce en danger, comptant moins de 1 000 couples. |